# Török bársony süvegem
A Török bársony süvegem vagy Vörös bársony süvegem a kuruc időkből származó magyar népdal. Keletkezését sokan 1709-re teszik. Szövege Thaly Kálmán Adalékok a Thököly- és Rákóczi-kor irodalomtörténetéhez című könyvéből, a dallam Káldy Gyula gyűjteményéből való. Béri Balogh Ádám (1665–1711) kuruc brigadéros dalának tartják.
Dobszay László szerint a szöveg is, a dallam is a 19. században keletkezett (forrás az infoboxban).
Feldolgozás:
| Szerző        | Mire          | Mű                                 |
| ------------- | ------------- | ---------------------------------- |
| Káldy Gyula   | ének, zongora | Kurucz dalok                       |
| Ludvig József | ének, zongora | Hej, Rákóczi, Bercsényi…, 3. kotta |
| Kodály Zoltán | daljáték      | Czinka Panna balladája, 2. dal     |

## Kotta és dallam
| Török bársony süvegem, most élem gyöngy életem, Balogh Ádám a nevem, ha vitéz vagy, jer velem. | Fakó lovam a Murza, Lajta vizét megússza; Bécs-alját ha nyargalja: Császár azt megsiratja... | Császárt hogyha kinn kapom: Haccsérosit lecsapom, Magát is megugratom, Bécs várába futtatom. | Zsendelyes hí, eszterhás... Ég a város, ég a ház, Nem is egy ház: háromszáz - Mert a kuruc ott tanyáz. |

Változatok:
1)
  2)
  3)
A zsindelyes hí zsindelyes padlást jelent, az eszterha (eszterhás) pedig szalmából vagy nádból készült tetőt vagy ereszt.

## A szépirodalomban
Tóth Kálmán A legszebb dal című versében a legszebb dal (ami egyébként szerinte a Szózat) mellett a „[s]ok szép, gyönyörű ének”-ből még kettőt említ, a Cserebogárt, és a Piros bársony süvegemet.
Bálint Ágnes a Szeleburdi család című regényében a naplóíró Laci és barátja, Feri ezt a dalt („Vörös bársony” kezdettel) éneklik egész nap, mert kanyaró miatt nem kell iskolába menniük, később Laci a naplójába be is rajzolja a vörös bársony süveget, persze csak fekete tollal.
Pribojszky Mátyás León megbékélése című elbeszélésében (Mesék a mából) a haranglábból tárogatón ezt a zenét játssza valaki (vélhetően maga León gróf kísértete).

## Felvételek
- Török bársony süvegem (Erdélyi néphagyomány). Kecskés együttes  YouTube (1990. július 29.)  (Hozzáférés: 2016. május 5.) (audió)
- Balogh Ádám Nótája. YouTube (2010. október 24.)  (Hozzáférés: 2016. május 5.) (audió)
- Törökbársony süvegem.Két kuruc dal..wmv. Énekel: Barabás Sándor, kísér: Lakatos Miklós és zenekara  YouTube (2011. március 10.)  (Hozzáférés: 2016. május 5.) (audió, fényképsorozat)
- Török bársony süvegem: Történelmi dalok tárogatóra, cimbalomra. Burka Sándor és Németh János  YouTube (1967. március 11.)  (Hozzáférés: 2016. május 5.) (audió)